# Ścieżka rowerowa
Ścieżka rowerowa – termin niezdefiniowany w ustawodawstwie polskim popularnie występujący w mediach, ale także w zapytaniach i interpelacjach sejmowych. Używany był także w uchylonym w 2022 roku rozporządzeniu Ministra Infrastruktury Dz.U. z 2016 r. poz. 124. Najczęściej stosowany do opisania budowli przeznaczonej do poruszania się rowerem – drogi tworzonej z myślą o wytyczeniu na niej drogi dla rowerów lub drogi dla rowerów i pieszych, przy czym żadne przepisy nie definiują terminu ścieżka rowerowa czy ścieżka pieszo-rowerowa, natomiast w myśl Prawa o ruchu drogowym budowla taka, by dopuścić na niej ruch rowerowy, musi być oznaczona odpowiednimi znakami, tak by stała się drogą dla rowerów lub drogą dla rowerów i pieszych. 
Termin ścieżka rowerowa przez brak jednoznacznej definicji bywa używany zamiennie do oznaczenia drogi dla rowerów, co wywołuje kontrowersje i dyskusje w środowisku rowerowym co do zasadności używania tego terminu. Termin ścieżka rowerowa pojawił się po raz pierwszy w Rozporządzeniu Ministra Transportu i Gospodarki Morskiej z dnia 2 marca 1999 r. w sprawie warunków technicznych, jakim powinny odpowiadać drogi publiczne i ich usytuowanie, konkretniej zaś w dziale III zawierającym rozdział zatytułowany „ścieżki rowerowe”. W nowym rozporządzeniu z dnia 24 czerwca 2022 Dz.U. z 2022 r. poz. 1518 termin ścieżka rowerowa nie występuje, a w jego miejsce pojawia się droga dla rowerów.